# 法语语法
法语语法（法语：Grammaire française）是对法语语言的语法进行的研究和学习。法语属于印欧语系－罗曼语族、衍生自拉丁语。雖然法語的語法已較拉丁語簡化不少，但仍稱复杂。
在法语中，名词无格变化，但有单复数形式（大部分名词的单复数读音相同），形容词要与修饰的名词保持性、数的一致，代词有人称、性、数、格的变化，动词则根据不同的时态、体、语气与人称进行变位。格的意义在法语中靠语序和介词表达。
与其他大部分罗曼语相似，法语还大量使用助动词构成复合时态，这是拉丁语所不具备的。
法兰西学院是制定和管理法语语法的机构，该机构成立幾世紀来致力于维持法语的纯洁性，因此相对于其他欧洲语言来说，法语语法在近几个世纪的变化是比较微小的，现代法语使用者几乎可以没有困难地读懂17世纪的文学著作。
法语语法包括词法（la morphologie）和句法（la syntaxe）两个部分。法语历来以其严谨的语法结构而著称。法语的语法规则适用于绝大多数情况，但也有特殊情况。正如法国谚语所说：“任何规则都有例外。”

## 語序
法語語序如下：
- 基本語序：主詞─動詞─受詞─補語，當受詞為代詞時語序變為主詞─受詞─動詞
- 介詞多為前置詞，即介詞置於其所支配的名詞前。
- 數詞、一部份的形容詞和指示詞等置於被修飾詞前方，然而多數的形容詞和關係从句置於其所修飾的名詞之後。

## 词法

### 动词
法语中的动词依其不定式的词尾而分成如下三类：以-er结尾的动词、以-ir结尾的动词和以-re结尾的动词。其中以-er结尾的动词占了大多数，以-re结尾的则很少。这些动词的词尾分别是从拉丁语词尾-are、-ire和-ere延承而来的。
大多数以-ir结尾的动词在变位的时候-ir通常变为-iss-，这是从拉丁语的發端中缀-isc-演化而来的。这一特征在同属罗曼语族的意大利语和罗马尼亚语中也有体现。英文中有些词的后缀-ish就是从法语的中缀-iss-发展而来，如finish（法语finir）、polish（法语polir）、nourish（法语nourrir）等。
法语中的动词要依照语法规则的需要而变位，变位的方式通常是在动词词干后面加上不同的后缀。所谓词干就是动词不定式去掉词尾的-er/-ir/-re后剩余的部分。这三类动词的变位规则各不相同，而且还存在大量变位不规则的动词。动词变位的依据包括：主语的人称（第一人称/第二人称/第三人称）、数（单数/复数）以及动词自身的语式（直陈式/虚拟式/条件式…）、时态（现在时/过去时/将来时…）和体（完成体/未完成体…）。然而，很多不同的动词形式可以共用一个后缀，且依照法语的语音规则，很多辅音字母在词尾是不发音的，所以法语中同音异形词很多。例如对于动词chanter（唱歌）来说，Je chante（我唱歌）、Tu chantes（你唱歌）、Il chante（他唱歌）和Ils chantent（他們唱歌）中的动词，其发音是完全一样的。因此，在现代法语单句中，主语绝对不能省略，否则便无法区分动词变位的区别。

#### 语式
和英语相似，法语的动词也依三种不同的语式变位，它们分别是：直陈式（l'indicatif）、命令式（l'impératif）和虚拟式（le subjonctif）。在实际应用中，对于究竟应该采用哪种语式的判断是非常复杂的。具体的规则见下表：
| 直陈式 | - 多数应用于主句中 - 用于表达肯定或否定涵义的陈述中 - 如应用在从句中，其所陈述的必须是千真万确的事实 - 应用于其他语式不适用的情况                          | - "Où êtes-vous ?" 你在哪里？ - "Je suis ici." 我就在这里。 |
| 命令式 | - 应用于命令和请求 - 主语只能是第一人称复数、第二人称单数和第二人称复数 - 主语通常省略 - 其用法基本和英文的祈使句类似                                      | - "Fais tes devoirs !" 做你的家庭作业！ - "Arrêtez de raconter des bêtises." (你們／请您)不要再乱讲了！ - "Gardons contact." (我們)保持聯絡吧。                                            |
| 虚拟式 | - 主要应用于从句中 - 用来表达不确定的、请求的、欲求的含义 - 用于表达对某一事件的重要反应 - 用于表达对第三人称的命令 - 其应用范围比英文的“虚拟语气”广泛得多 | - "Il se peut qu'il vienne demain." 他有可能明天才来。 - "J'ai demandé qu'il parte." 我请他离开。 - "Je suis heureux qu'il soit venu." 对于他的到来我很高兴。 - "Vive le roi !" 国王万岁！ |

除了上述三种语式之外，一些语言学家认为法语的语式还包括条件式（le conditionnel），其用法和英文中的条件状语基本相同。如法语中的"Je le ferais si j'avais assez de temps,"就相当于英文中的"I would do it if I had enough time."。但目前的主流观点认为条件式只是直陈式的一个时态。至于究竟在什么情况下应用条件式，目前尚有争议。

#### 时态和体

##### 直陈式的时态和体
直陈式通常包括十种时态（5种简单时态和5种复合时态），每种简单时态都和一种复合时态一一对应。其中5种简单时态比较常用，分别是现在时（le présent）、简单过去时（le passé simple）、未完成过去时（l'imparfait）、简单将来时（le futur）和条件式（le conditionnel）。正如前面所说，所谓的“条件式”其实可以看作是一种独立于直陈式的语式。简单时态的用法见下表：
| 现在时       | - 用于描述习惯性的行为动作 - 用于描述现在正在进行的动作或状态 - 有时也用于描述即将发生的事情 - 应用于主句是将来时或命令式的条件状语从句中 - 经常用于描述历史事件 | - "Je joue au tennis tous les jours." －我每天都去打网球。 - "En ce moment, je joue au tennis." －我现在正在打网球 - "Demain, je joue au tennis avec Marc." －明天我去和马克打网球 - "Si je joue au tennis avec vous mardi, jouerez-vous aux échecs avec moi mercredi ?" －如果我星期二我和你打网球，你星期三可以和我下象棋么？ |
| 简单过去时   | - 用于描述发生在过去的已经完成的动作 - 在现代法语中已经很少使用，基本上被复合过去时所替代。仅应用于文学作品和正式文件中 | - "Et la lumière fut." －于是就有了光。 - "Il naquit en 1930 et mourut en 1998." －他生于1930年，死于1998年。 - "Hier, il plut." －昨天下雨了。 |
| 未完成过去时 | - 是过去时的未完成体，用于描述过去的习惯性行为或动作 - 用于描述过去时的自然状态、背景、心理状态、想法和感觉 - 用于描述过去起止时间不明的动作和状态 - 经常和简单过去时或复合过去时搭配使用，用于表达某一动作发生的时候另一动作正在进行中 - 用于与事实相反的条件状语从句中，主句用条件式；包括用于表达愿望和请求 | - "Quand j'étais petit, j'habitais à Nice et j'allais souvent à la plage après l'école quand il faisait beau." －我小时候住在尼斯。天气晴朗时，我常常在放学后到沙滩去。 - "Ma mère souffrait beaucoup de la gêne où nous vivions, et elle trouvait souvent des paroles aigres pour son mari. Le pauvre homme avait alors un geste qui me navrait. Il se passait la main ouverte sur le front, comme pour essuyer une sueur qui n'existait pas, et il ne répondait rien. Je sentais sa douleur impuissante."我的母亲对我们的拮据生活感到非常痛苦，她常常找出一些尖酸刻薄的话，发泄在我的父亲身上。这个可怜人这时候总做出一个手势，叫我看了心里十分难过。他总是张开了手摸一下额头，好像要抹去根本不存在的汗珠，并且一句话也不回答。我能体会到他那种无可奈何的痛苦。 - "Il rangeait la salle tandis qu'elle faisait la vaisselle." －他清理房间的时候，她正在洗碗。 - "Si je le savais, je te le dirais." －如果我知道的话，我会告诉你的。 - "Si j'étais riche!" 我要是有钱就好了！ |
| 简单将来时   | - 用于描述发生在将来的事 | - "Je le ferai demain." －我明天会做的。 |
| 条件式       | - 用于条件句的主句中，从句用未完成过去时，且要表达和真实相反的涵义 - 通常表达站在一个更早的立场上对另一个较早发生的事件的看法 - 和英语中的条件式复合句用法相似 | - "Si je le savais, je te le dirais."－如果我知道的话，我会告诉你的。 - "Ils dirent que je réussirais."－他们说我会成功的。 |

此外，以上五种简单时态还分别对应着五种复合时态，分别是复合过去时（le passé composé）、先过去时（le passé antérieur）、愈过去时（le plus-que-parfait）、先将来时（le futur antérieur）和条件式过去时（包括第一、第二两种过去时，不过第二过去时基本已经绝迹）。复合时态的构成方式是助动词être或avoir依照各自对应的简单时态变位，加上动词的过去分词。复合时态通常表达比对应简单时态更早发生的动作或状态。例如："A ce moment-là, il se souvint de ce qu'il avait promis"（此刻，他回忆起自己究竟承诺过什么）。在现代法语中，复合过去时基本已经代替了简单过去时。
和英语或西班牙语不同，法语中并没有所谓的“进行时”，這點與拉丁語相同。例如英语中的I am doing it和I do it在翻译成法语的时候是没有区别的，都是Je le fais。至于两者之间的不同之处则要通过语境来判断。如果憑上文下意均無法推測出的話，可以用一種間接的方法être en train de (be in the middle of)來表示，上句於是可以改成Je suis en train de le faire。在表示过去的时态中，未完成过去时、简单过去时和复合过去时通常可以表达出不同程度的持续状态。

##### 虚拟式的时态和体
虚拟式只有两种简单时态，分别是现在时和未完成过去时，用來表示請求、需要、疑惑、可能等語氣，只用於從屬子句中。在现代法语中，未完成过去时已经很少使用，仅见于文学作品中。实际上，这两种时态在表意上并没有区别。当主句是现在时或将来时的时候，从句通常要用虚拟式现在时；而当主句是过去时的时候，从句则要用虚拟式未完成过去时。在现代法语中，这两种情况都可以使用现在时，未完成过去时只应用于正式的文件和文学作品中。
和直陈式一样，虚拟式的两种简单时态也分别对应着复合时态，分别是过去时和愈过去时，用來表達上述語氣中已過去的事。和简单时态的情况一样，虚拟式愈过去时在现代法语中已经很少应用。

##### 其他语式的时态和体
- 命令式通常只有现在时一种时态，但也存在一种非常鲜见的完成时，表示一定期限内应当完成的动作。比如 fais-le 意思是 do it, 而 aie-le fait意思则是 have it done.
- 动词的不定式也有现在时和完成时两种时态。比如 faire 意思是 to do, 而 avoir fait 意思则是 to have done.
- 法语的动词还有现在分词形式。比如：动词faire的现在分词faisant 意思是 doing, 而 ayant fait 意思则是 having done。和英语不同的是，法语中的现在分词并不表示进行时态，也并不能当作一个名词来使用。
- 法语的动词还有过去分词形式。例如动词faire的过去分词fait 意思是 done。和英语相同，过去分词用于构成被动语态、复合时态或直接作为形容词来使用。过去分词通常没有完成时。

#### 助动词
在法語裡，所有的复合时态都是由助动词être（to be）或者 avoir（to have）加动词的过去分词构成的。对于大多数动词，在构成复合时态的时候都要使用avoir。使用être的动词只包括16个常见动词和所有的自反动词。这16个常见动词如下：
- Devenir －变成
- Revenir －回来
- Monter －上升
- Rester －停留
- Sortir －离开
- Venir －来
- Aller －去
- Naître －出生
- Descendre －下降
- Entrer －进入
- Retourner －送回来
- Tomber －落下
- Rentrer －回来
- Arriver 到达
- Mourir 死
- Partir －离开

有一个方法可以帮助记忆这16个动词，那就是把其首字母组合成短语Dr Mrs Vandertramp。
在罗曼语族的其他语言（如意大利语）中，助动词的应用也具有相同的规则。
此外，助动词être还可构成被动语态。如果句中的主语是动作的接受者，则助动词一定要使用être。这和英语中被动语态的构成是相同的。由於所有上列以être為助動詞的十六個動詞均是不及物動詞，沒有直接受詞，故此不會與及物動詞的被動式混淆。
在法语中，这两个助动词的区别是非常重要的，对于构成复合时态和动词的性、数一致具有核心作用。
有一組相反詞的兩者使用不同的助動詞：apparaître（出現）使用être，disparaître（消失）使用avoir。

例如：Elles sont apparues.

　　　Elles ont disparu.

#### 过去分词
在法语中，过去分词主要有两种语法功能：当作形容词使用以及构成所有的复合时态。当过去分词用于形容词的时候，要依照一般语法规则做到性、数一致。而当过去分词用于构成复合时态的时候，则要依据特殊的规则做到性、数一致。
动词不定式变过去分词通常具有以下几种形式：-er结尾的动词通常把-er变成-é；-ir结尾的动词则通常把-ir变成-i；-re结尾的动词则通常把-re变成-u。例如，parler（说）的过去分词就是parlé；finir（完成）的过去分词是fini；vendre（出售）的过去分词是vendu。然而，大量动词的过去分词是不规则变化的，需要逐一记忆。
过去分词的性、数一致原则因其使用助动词avoir或être而不同。avoir作为助动词的过去分词在其所支配的直接宾语之前时，该过去分词不需要做特别的变化；但若直接宾语在avoir作为助动词的过去分词之前，则该过去分词必须和该直接宾语性、数一致，无论该宾语是名词、代词还是que引导的宾语从句。

例如：J'ai écrit une lettre à mon ami. (écrit在une lettre之前)

　　　Elles les ont mangé(e)s. (mangé(e)s在les之后)

但当宾语为副代词en时，无论这个en代替的名词之性数，过去分词不作变化。例如：J' en ai bu.
对于前面列出的那16个特殊的动词，其过去分词必须和主语性、数一致。如elles sont parties。对于自反动词来说，一般情况下过去分词要和主语性、数一致，除非动词后面有直接宾语。如elles se sont lavées和 elles se sont lavé les mains。如果自反动词的宾语是间接宾语，动词也不必和主语性、数一致。

#### 动词变位
- 法语动词变位在线查询 （页面存档备份，存于）
- 法语动词变位在线查询 （页面存档备份，存于）

### 名词
法语中的所有名词都拥有一个语法意义上的“性”。法语名词一共只有两个性，分别是阳性和阴性。表示生物的名词的性通常和生物本身的性别一致。对于这些名词来说，通常具有阴性和阳性两种形式。例如“男歌手”在法语中是chanteur，而“女歌手”则是chanteuse。有的时候，同一名词的阴性和阳性在形式上是完全一致的，这就需要依靠名词前的冠词来区分。例如“一个信仰天主教的男人”是un Catholique，而“一个信仰天主教的女人”则是une Catholique。关于冠词在后文有单独介绍。此外，还有一些名词延承了其历史性别，这些词的性是固定的，不依其自然性别而改变。比如“人”在法语中是personne，永远是阴性，无论想表达的是男人还是女人；而“教授”在法语中是professeur，则永远是阳性的，无论想表达的是男教授还是女教授，但加拿大法語有陰性的professeure。
通常名词的语法性是没有固定规则的，但是其中也有一些规律可循。通常，以-e结尾的名词是阴性的，而以其他字母结尾的名词多半是阳性，但例外情况非常多。此外，以-ion结尾的名词通常是阴性，而以-eau结尾的通常是阳性。
和英语一样，法语的名词也有数的变化。通常名词的复数由名词单数加词尾-s、-x构成。由于大多数辅音字母在词尾是不发音的，因此在绝大多数情况下一个名词的单数和复数在发音上没有任何区别。如果名词单数本身就是以-s结尾的，其复数形式和单数形式完全相同。然而这一规则也不是普遍适用的。法语中也存在一些不规则变化的名词复数。例如œil（眼睛，单数）的复数是yeux，cheval（马，单数）的复数是chevaux，等等。这些不规则的名词复数在读音上也和单数形式不同。在口语中，分辨名词单数和复数的读音并不如想象得那样困难，因为即使名词本身的读音是一样的，它们各自的冠词却不相同。此外，如果名词后的词以元音开头，依照法语中的“联诵”原则，名词词尾的-s或-x和后面的元音合成一个音节。和英语一样，法语中也存在大量不可数名词。在语法上，这些名词始终是单数。然而有一些名词在英语中不可数，在法语中却可数。比如“信息”（une information）。
法语在历史发展的过程中摈弃了拉丁语中名词“格”的概念，但代词仍然保留了格的特征。这在一定程度上降低了法语语法的复杂程度。

### 冠词
法语中冠词有三类，分别是不定冠词、定冠词和部分冠词。三种冠词的用法和含义见下表。冠词通常和名词的性、数配合。例如，阴性单数名词要用阴性单数冠词。但无论是阴性名词还是阳性名词，其复数形式的冠词是一致的。
|          | 单数  | 单数     | 复数   |
| 阳性     | 阴性  |          | 复数   |
| -------- | ----- | -------- | ------ |
| 定冠词   | le1,2 | la1      | les2   |
| 不定冠词 | un3   | une3     | des4   |
| 部分冠词 | du5,6 | de la5,6 | des4,5 |

1. Le 和 la在元音前要变成 l' ，即为省音。
2. 介词 à (大致相当于英语的"to" 或 "at") 和 de (大致相当于英语的"of" 或 "from") 在冠词 le(s) 前的时候，要缩合成 au(x) 和 du/des。这种缩合是强制性的，不能拆分。而缩和之后的le就不必再省音了。
3. 不定冠词Un(e)也表达“一”的含义。
4. 复数不定冠词和复数部分冠词都是Des。实际上这两个冠词所表达的含义并没有区别。有些研究语法的学者认为Des只是复数不定冠词，或复数部分冠词，然而这都不妨碍对意义的理解。
5. 部分冠词在形式上是由介词de加上对应的定冠词构成的。(但當句子是否定式時，一律使用de。例如：Je n'ai pas de chaise.)
6. Du 和 de la 在元音前要变为 de l'，参见注释1和注释5。
7. 在否定句中，不用冠词（l'absence de l'article）,只用de加上名词。例如：Je ne mange pas de riz.

法语的定冠词和英语的定冠词“the”的用法是基本相同的，都用来表达某一特指的事物，即这一事物是特定的，讲话者和听话者都知道其特指的是什么。如："J'ai cassé la chaise rouge" ("I broke the red chair"，我弄坏了那把红色的椅子)。然而和英语不同的是，法语的定冠词也可以用在不可数名词或复数名词前面，用于表达“全部”或“整体”。如："J'aime le lait" ("I like [no article] milk"，我喜欢喝牛奶) or "J'aime les romans" ("I like [no article] novels"我喜欢读小说)。
法语的不定冠词和英语的不定冠词a/an的用法也是基本相同的，都用来表达某一泛指的事物，或表达指代含义不明确的事物。如："J'ai cassé une chaise rouge" ("I broke a red chair"－我弄坏了一把红色的椅子)。和英语不同的是，法语的不定冠词有复数形式des，其含义大致相当于英语中的some。英语中的some在句中通常可以省略，在法语中则不行。如："Il y a des livres là-bas" ("There are some [or no article] books over there"。
部分冠词用于表达名词整体的一个部分。
和英语相比，法语中中冠词和限定词的使用规则要严格得多。如前文所说，绝大多数法语名词的单数和复数的发音是相同的，因此想在口语中区分名词的单数和复数形式，就必须要依靠冠词和限定词。

### 形容词
绝大多数情况下，形容词要放在所修饰的名词后面，但也有一些单音节的常用形容词放在名词前面。这些形容词一般表达“美丽”、“年龄”、“美德”或“尺寸”的含义。
有些形容词的含义依照其位置的不同，含义也发生的相应的变化：
- mon ancienne maison ("my former house"，我以前的房子) vs. ma maison ancienne ("my ancient house"，我的老房子)
- ma propre maison ("my own house"，我自己的房子) vs. ma maison propre ("my clean house"，我的干净的房子)
- un grand homme ("a grand man"，一位偉人) vs. un homme grand ("a tall man"，一位高大的男人)

經典例句：
- Napoléon n'était pas un homme grand, mais un grand homme. - 拿破崙不是高大的人，但是位偉人。

许多复合词都是由形容词和其他词组合而成。比如belle-mère（"mother in law"，岳母或婆婆）vs. belle mère ("handsome mother"，漂亮的妈妈)。

#### 所有格限定词
“所有格限定词”又称“所有格形容词”，大致相当于英文的“形容词性物主代词”，依照其所修饰的名词的性、数不同而不同。
|                             |                  |      | 所有格 | 所有格 | 所有格 |
| 单数                        | 单数             | 复数 |        |        |        |
| 所有阳性以及 元音开头的阴性 | 非元音开头的阴性 | 复数 |        |        |        |
| --------------------------- | ---------------- | ---- | ------ | ------ | ------ |
| 所有者                      | 第一人称         | 单数 | mon    | ma     | mes    |
| 所有者                      | 第一人称         | 复数 | notre  | notre  | nos    |
| 所有者                      | 第二人称         | 单数 | ton    | ta     | tes    |
| 所有者                      | 第二人称         | 复数 | votre  | votre  | vos    |
| 所有者                      | 第三人称         | 单数 | son    | sa     | ses    |
| 所有者                      | 第三人称         | 复数 | leur   | leur   | leurs  |

举例：
- This is my car. －C'est ma voiture.－这是我的汽车。
- Their flowers are pretty. －Leurs fleurs sont jolies.－他们的花很漂亮。

必须注意的是，这里的“性”指的是被占有物的性，而与物品主人的性别无关（这点跟英语不同）。
例：
- C'est la voiture de Paul? Oui, c'est sa voiture.

由于voiture为阴性名词，故物主代词需用阴性形式“sa”,并不因其占有者为男性而改变。

### 代词

#### 人称代词
|          |          | 单数 | 复数  |
| -------- | -------- | ---- | ----- |
| 第一人称 | 第一人称 | je   | nous  |
| 第二人称 | 非敬词   | tu   | vous  |
| 第二人称 | 敬词     | vous | vous  |
| 第三人称 | 阳性     | il   | ils   |
| 第三人称 | 阴性     | elle | elles |
| 第三人称 | 不定     | on   |       |

On用于指代模糊的、不确定的复数对象，在语法上视为第三人称阳性单数，因此遵循il的语法要求。在口语中，on通常用来代替比较正规的复数第一人称代词nous。

#### 直接宾语人称代词
|          |          | 单数 | 复数 |
| -------- | -------- | ---- | ---- |
| 第一人称 | 第一人称 | me   | nous |
| 第二人称 | 非敬词   | te   | vous |
| 第二人称 | 敬词     | vous | vous |
| 第三人称 | 阳性     | le   | les  |
| 第三人称 | 阴性     | la   | les  |

注意： 代词 me, te, and le/la 如用在元音之前，要省音成 m'、t'和l' 。
例如：
- Je le donne au prof.－我把它交给了老师。
- Est-ce que tu l'as vue?－你见过她了吗？

#### 间接宾语人称代词
间接宾语通常只能是人，而不能是物。
|          |          | 单数 | 复数 |
| -------- | -------- | ---- | ---- |
| 第一人称 | 第一人称 | me   | nous |
| 第二人称 | 非敬词   | te   | vous |
| 第二人称 | 敬词     | vous | vous |
| 第三人称 | 第三人称 | lui  | leur |

注意： lui 既可用于表达阳性含义的间接宾语，也可用于表达阴性含义的间接宾语。
例如：
- Je donne mon livre à elle. 变成 Je lui donne mon livre.－我把我的书给了她。
- Il prépare une surprise à moi. 变成 Il me prépare une surprise.－他为我准备了一个惊喜。

要注意的是，自反动词的宾语不能和间接宾语同时出现在同一位置，即自反动词的间接宾语不能提前。
例如：
- 错误： Je me fie à ce mécanicien. 不能变成 Je me lui fie.
- 正确： Je me fie à ce mécanicien. 可以变成 Je me fie à lui.

#### 反身代词
反身代词一般和自反动词一起使用，位置是在自反动词的前面。法语中的自反动词一般是固定的，在历史中延承下来的。反身代词和自反动词必须同时使用才有意义，不能分割，共同表达一个动作的含义。
|          |          | 单数 | 复数 |
| -------- | -------- | ---- | ---- |
| 第一人称 | 第一人称 | me   | nous |
| 第二人称 | 非敬词   | te   | vous |
| 第二人称 | 敬词     | vous | vous |
| 第三人称 | 第三人称 | se   | se   |

注意： me, te, 和 se 在元音前要省音成 m'、t'和 s'。

#### 所有格代词
所有格代词依其指代的名词性、数不同而不同。其用法大致相当于英语中的“名词性物主代词”，用于表达“某某人的某某物”的含义。
|          |      |      | 单数        | 复数       |
| -------- | ---- | ---- | ----------- | ---------- |
| 第一人称 | 单数 | 阳性 | le mien     | le nôtre   |
| 第一人称 | 单数 | 阴性 | la mienne   | la nôtre   |
| 第一人称 | 复数 | 阳性 | les miens   | les nôtres |
| 第一人称 | 复数 | 阴性 | les miennes | les nôtres |
| 第二人称 | 单数 | 阳性 | le tien     | le vôtre   |
| 第二人称 | 单数 | 阴性 | la tienne   | la vôtre   |
| 第二人称 | 复数 | 阳性 | les tiens   | les vôtres |
| 第二人称 | 复数 | 阴性 | les tiennes | les vôtres |
| 第三人称 | 单数 | 阳性 | le sien     | le leur    |
| 第三人称 | 单数 | 阴性 | la sienne   | la leur    |
| 第三人称 | 复数 | 阳性 | les siens   | les leurs  |
| 第三人称 | 复数 | 阴性 | les siennes | les leurs  |

例如：
- Cette voiture est-elle la tienne ou la mienne?－这辆车是你的还是我的？
- Je parle à mon frère pendant que tu parles au(x) tien(s).－我正在和我的兄弟说话，而你正在和你的兄弟说话。

#### 副代词
“副代词”同时兼具代词和副词的语法功能。

##### 副代词y
1.y通常用于指代一个介词＋名词的短语。可被指代的介词包括：
- à
- en
- dans
- derrière
- devant
- sous
- sur

由这些介词所引导的地点状语可用y指代。
例如：
- Allez-vous à Paris? Oui, nous y allons.－“你们去巴黎吗？”“是的，我们就去那里。”
- Est-ce que tu travailles dans ce bureau? Non, je n'y travaille plus.－“你在这间办公室工作吗？”“不，我不再在那里工作了。”

2.y可用于指代由介词à引导的指物的间接宾语，不能代人。
例如：
- Le four à gaz est brulant,n'y touchez pas.(y=au four a gaz)-“炉火很烫，别去碰它。”

##### 副代词en
en 通常用来指代：
- 不定冠词＋名词
  - Connaissez-vous des professeurs ici? Oui, j'en connais.－“这里的教授有您认识的嗎？”“是的，我认识（一些教授）。”
- 部分冠词＋名词
  - Voulez-vous du jus? -> Non, je n'en veux pas.－“你想喝一点果汁嗎？”“不，我不想喝（果汁）。”
- 表示数量的名词短语
  - As-tu des frères? Oui, j'en ai deux.－“你有兄弟嗎？”“是的，我有兩個（兄弟）。”
- de＋名词
  - Est-il revenu de France? Non, il en revient lundi.－“他已经从法国回来了嗎？”“不，他要星期一才能从那里回来。”
- de＋动词不定式
  - Ont-ils peur de nager? Oui, ils en ont peur.－“他们害怕游泳嗎？”“是的，他们害怕（游泳）。”

#### 疑问代词
Lequel 是法语中最常用的疑问代词。它表示的含义包括“哪一个”或“哪一些”，并和其指代的名词性、数一致。
|      | 单数     | 复数       |
| ---- | -------- | ---------- |
| 阳性 | lequel   | lesquels   |
| 阴性 | laquelle | lesquelles |

例如：
"Lesquelles dois-je lire, parmi ces lettres? 在这些信当中，我应该读那些？
"Lequel est le plus amusant?" 它们中哪一个最有趣？
Lequel在与"à"或"de"连用的时候也要缩合。
- "Je veux parler à un jeune homme." "Auquel?" “我想和一个年轻人谈话。”“和哪个？”
- "J'ai besoin des stylos." "Desquels?" ，“我需要一些钢笔。”“哪一些？”

### 指示词

#### 指示形容词
即“限定词”，大致相当于英语中的“this”、“that”、“these”、“those”的形容词用法。
|      | 单数                | 复数 |
| ---- | ------------------- | ---- |
| 阳性 | ce cet (用于元音前) | ces  |
| 阴性 | cette               | ces  |

有时为了避免语意含混，通常在名词后面加上-ci 或 -là，用来区分“这”和“那”的差异。例如：
- cet homme-ci －这个男人
- cet homme-là －那个男人

Ça 通常表达cela的含义，意为“这个/那个”。
例如：
- Ça/cela n'a pas d'importance －那并不重要。
- Tu vois ça? C'est un modèle de la tour Eiffel 你看到这个了么？这是一个埃菲尔铁塔模型。

其他的指示形容词还包括 quel意为“哪个”或“哪些”。同样要和指代的名词性、数一致。
|      | 单数   | 复数    |
| ---- | ------ | ------- |
| 阳性 | quel   | quels   |
| 阴性 | quelle | quelles |

例如： quel train（哪辆火车）、quelle chaise（哪把椅子）、quels hommes（哪些男人）、quelles classes（哪些班级）。
Quel也可用于构成感叹句。
- "Quel film!" (what a movie!)－好一部电影！
- "Quelle gentillesse!" (what kindness!)－真善良！

#### 指示代词
|      | 单数  | 复数   |
| ---- | ----- | ------ |
| 阳性 | celui | ceux   |
| 阴性 | celle | celles |

这些代词要和他们指代的对象性、数一致。-ci 或 -là同样可以与之搭配使用以避免含混。
- "Tu vois cet homme? Celui-ci? Non, celui-là." －"Do you see that man? This one here? No, that one over there"－“你看到那个男人了么？”“这边这个？”“不，那边那个。”

### 否定的表达
法语中对否定含义的表达通常需要用两个词搭配使用来实现，其一否定词ne，表示绝对的否定，放在动词前面。此外在动词后面往往要有和ne搭配使用的词，用于表达不同含义和不同程度的否定。如下：
- ne ... pas... "not"（不，没有）
- ne ... rien... "nothing"（没有东西）
- ne ... jamais... "never"（绝不）
- ne ... personne... "nobody" （没有人）
- ne ... aucun(e)... "not any"（没有任何东西或人）
- ne ... plus... "not any more, no longer"（不再）
- ne ... guère... "not much, not any"（没有任何，没有很多，古语用法）
- ne ... que... "only"（仅仅，只）
- ne ... point... "not" (不，没有，多用于书面语)

例如：
- Je ne sais pas.－ "I don't know."（我不知道。）
- Nous n'avons vu personne.－ "We didn't see anybody."（我们没看见任何人。）
- Il ne fume plus.－ "He doesn't smoke anymore."（他不再吸烟了。）
- Je n'ai aucun doute.－ "I have no doubt."（我毫不怀疑。）

在口语中，通常省略ne，尽管这样有时会引起语意的含混。
在现代法语写成的文学作品中，如果动词是vouloir（想要）或pouvoir（能够），其否定形式通常省略pas。例如
- Je suis désolé de ne pouvoir répondre immédiatement à votre question. 很抱歉我无法立刻回答您的问题。

### 词序
- 主语
- 否定词 ne
- 反身代词
- 间接宾语人称代词 me, te, nous, vous
- 直接宾语人称代词
- 间接宾语人称代词 lui, leur
- y或en
- 动词一
- 和ne搭配使用的其他否定词
- 过去分词（动词二）
- 宾语

## 句法

### 陈述句
陈述句用于叙述事情或表明自己的看法。陈述句通常用顺词序，即主语在前，谓语在后。
例如：La fleur de cactus est aussi belle que rare et éphémère. （仙人掌的花朵既漂亮又罕见，且花期短暂。）
通常，陈述句包括三种变体：
- 否定陈述句，即陈述句的否定形式。

例如：Un discours ne se compose pas que d'idées générales. （一篇演说不单是由一些笼统的想法所组成的。）
- 被动陈述句，即陈述句被动形式，大致相当于英语的被动语态，由助动词être＋过去分词构成。

例如：Un passant a été écrasé par une voiture.（一位行人被一辆汽车撞倒了。）
- 强调陈述句。这是法语特有的一种句式，用于强调句中的某个成分。
  - 前置式。例如：Ce problème, j'y pense.（这个问题，我正在考虑。）
  - c'est... que结构。例如：C'est mardi que tu viendras.（你将在星期二来。）

### 疑问句
疑问句的作用是提出问题，请求解答。法语的疑问句主要有三种形式。
- 一般疑问句，即不带疑问词，可以用“是”或“否”来回答的疑问句。这种疑问句的构造主要有三种方式：
  - 用顺词序，词序和陈述句相同，句尾问号，在口语中读升调。例如：Tu pars déjà ?（你要走了吗？）
  - 开头用短语Est-ce que，后面接陈述句语序。例如：Est-ce que le mariage lui plaisait ?（她对这门婚事满意吗？）
  - 谓语提前，动词和代词之间加连字符。例如：Pouvez-vous partager ce point de vue？（您能赞成这个观点吗？）
- 特殊疑问句，即用疑问词来提问的疑问句。要根据不同的情况选择不同的疑问词。常见的疑问词包括Que（什么）、Où（什么地点）、Quand（什么时间）、Qui（谁）、Comment（怎样）等等。通常，特殊疑问句的构成方式也包括三种：
  - 疑问词＋动词＋主语。例如：Où se trouve la voiture ?（汽车在什么地方？）
  - 疑问词＋（名词主语）＋动词＋代词主语＋其他。例如：Où votre ami demeure-t-il à Paris ?（您的朋友住在巴黎的什么地方？）
  - 疑问词＋est-ce que＋陈述句。例如：Quand est-ce que tu viendras ?（你什么时候来？）

需要注意的是，疑问句也存在否定、强调等变体形式。无论哪种变体，其词序都要符合上述三种构成方式之一。

### 命令句
当对方身份是泛指或不明确的时候，使用命令句，直接采用动词不定式，通常省略主语（除非强调）。命令句和语式中的命令式表意功能完全相同，但结构上有差别（命令式需要依主语不同而变位）。在平常的应用中，两者并无区别。
例如：Avaler deux pillulles après le repas.（饭后服两丸。）
此外，命令句也可以将强调成分前置。例如：Toi, donner（donne） une pomme.（你，给个苹果。）
如果命令句中有宾语，动词和宾语之间要用连字符。例如：Pardonner(Pardonnez)-moi. （原谅我。）
但作否定時，若賓語為代名詞，則提到動詞前。例如：Ne me touche pas.（你 不要碰觸我。）
（但若動詞使用不定式時，動詞置於pas後方。例如：Ne pas me toucher.（不要碰觸我。））
動詞使用第一人稱複數形時，表示“我們一起...吧”。例如：Allons-y.（我們往那兒去吧。）

### 感叹句
感叹句用来表达情感、赞叹。感叹句的构成主要有一下几种方式：
- 与陈述句词序相同，但结尾用感叹号。例如：On est si bien ici !（这里真舒服啊！）
- 与疑问句结构相同，但结尾用感叹号。例如：Comment voulez-vous que je fasse !（你要我怎么办！）
- 使用感叹词quel/comme/que/combien等。例如：Quel vacarme !（真是吵死了！）
- 采用虚拟式，表达愿望和祝祷。例如：Pourvu qu'il fasse beau !（但愿天晴就好！）

### 简单句与复合句
简单句即只有一个谓语的独立句。复合句则包含两个或两个以上谓语。其中复合句又可以细分成并列复合句和主从复合句。法语中简单句的成分构成、复合句的时态配合以及分句之间的连接成分和其他印欧语系的语言基本相同，不再赘述。下面是一些例子：
- 简单句
  - L'enfant et ses copains marchent sur les sables brûlants.（孩子和他的伙伴们在滚烫的沙地上行走。）
  - Son mari est le maire.（她的丈夫是本市市长。）
- 复合句
  - 并列复合句：Marcel sait comment parler aux bêtes, mais ignore si elles le comprennent.（马塞尔知道如何跟牲口说话，但不知道它们能否听懂。）－表示转折关系的并列复合句，连词mais（但是）连接了两个分句。
  - 主从复合句： Les élèves, qui ont eu des notes satisfaisantes, sont passés dans la classe supérieure.（这些学生因成绩优异而升入快班。）－其中包含一个由qui引导的定语从句。